# Jianjun (häradshuvudort i Kina, Shaanxi, lat 34,69, long 108,14)
Jianjun (kinesiska: 监军, 永寿, 监军镇) är en häradshuvudort i Kina. Den ligger i provinsen Shaanxi, i den nordvästra delen av landet, omkring 84 kilometer nordväst om provinshuvudstaden Xi'an. Antalet invånare är 58 956. Befolkningen består av 28 021 kvinnor och 30 935 män. Barn under 15 år utgör 17,0 %, vuxna 15-64 år 76 %, och äldre över 65 år 5,0 %.
Runt Jianjun är det tätbefolkat, med 442 invånare per kvadratkilometer. Jianjun är det största samhället i trakten. Trakten runt Jianjun består till största delen av jordbruksmark.
Genomsnittlig årsnederbörd är 643 millimeter. Den regnigaste månaden är september, med i genomsnitt 150 mm nederbörd, och den torraste är december, med 1 mm nederbörd.